# Cau del Notari
El Cau del Notari és un paratge del terme municipal de Granera, a la comarca del Moianès, un morro de gresera sobre el punt d'unió dels torrents de les Gavinetes i de les Sorreres.

El Cau del Notari respecte del terme de Granera

 Està situat en el sector sud-occidental del terme, a ran del límit amb Castellterçol, a la dreta del torrent del Sot del Calbó, al nord de les Sorreres, al nord-oest del Pererol i al sud-oest de Coll Roig.